# Бамбара
Бамбара́ (бам. Bamanan — бамана́) — народ групи мандінґо у Західній Африці.

## Походження назви народу
Однозначної думки серед науковців про походження назви бамбара немає. Бамбара — самоназва народу, водночас бамана — поширений екзонім, назва етносу у народів-сусідів.
Про етимологію етнонімів також існують різні теорії. За однією версією бамбара — «ті, що складають основу; ті, що об'єднали(ся)»; за іншою — назва бамана походить від двох слів з мов манде — бан («відкидати, відмовлятися») і ана («Бог»), тобто виходить щось на кшталт «ті, що відмовилися від бога, боговідступники». На користь останньої версії свідчить те, що раніше словом бамана араби називали усіх немусульман Західного Судану.

## Територія проживання і чисельність
Бамбара заселяють західну та центральну частину Малі, живуть у Кот-д'Івуарі (5,5 тис. осіб, 1995 рік), Гвінеї, Гамбії, Буркіна-Фасо, Сенегалі та Мавританії (у прикордонні з Малі, а також компактною групою в околицях міста Тімбедра).

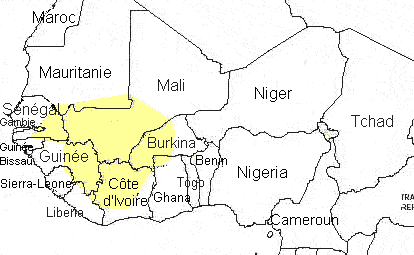
Розселення бамбара

Загальна чисельність бамбара — 4 102 320 осіб, з них у Малі — 4,0 млн осіб (2012).

## Мова і релігія
Мова бамбара — бамана (бамананкан) слугує мовою міжетнічного спілкування у Малі. У мові бамана є локальні говори (сомоно, сеґу, беледуґу, ганадуґу, васулу).
Літературна норма розвивається на основі говору, що побутує у Бамако та його околицях.
Писемність на основі латинки. Серед бамбара як друга поширена і державна мова Малі — французька. З усім тим бамана — популярна і поширена мова, мова книг, преси і радіомовлення, мова, якою ведеться навчання у школах і ВНЗ у Малі. Рівень грамотності у бамбара Малі достатньо високий (понад 50 %), у бамбара Мавританії писемним є лише кожний третій (на поч. 1990-х рр.).
У релігійному плані бамбара — переважно мусульмани-суніти (понад 2/3 від загального числа), хоча зберігають і традиційні культи.

## Історія

### Рання етнічна історія (до поч. колонізації у XIXст.)
Про предків бамбара відомо, що вони проживали на сході середньовічної держави Малі (XIII-XVI ст.) і, ймовірно, є постійними насельниками цих земель.
Формування нації у бамбара пов'язується зі створенням власних ранньодержавних політичних утворень і пізнішого (XVIII ст.) підсилення двох королівств — Сеґу та Каарта. У час свого розквіту держава Сеґу та інші королівства бамбара включали у свій склад численні землі і поселення народів сонінке, малінке та інших. Бамбара стають впливовим народом регіону, а їхня мова мовою міжетнічного спілкування.

### Бамбара у період від сер. XIXст. і до наших днів
З середини XIX ст. на зе́млі бамбара проникають мусульманські завойовники. Починається період довгого і виснажливого спротиву бамбара арабським загарбникам, фактично водночас активізуються французькі колонізатори.
У 1895 році Малі стала французькою колонією. Практично одночасно бамбара починають боротися проти французького панування, організовуючи постійні заколоти. Найбільше повстання цього періоду — у Беледуґу в 1915-16 рр.. Водночас бамбара активно навертаються до ісламу (у 1912 році лише 3 % бамбара були мусульманами). Ісламізація бамбара — це спротив французьким колонізаторам і вияв бажання належати до найуспішнішого економічно прошарку мусульман-торговців.
Коли у 1960 році Малі набуває незалежність, бамбара стають етнічною основою формування малійської державної нації. У сучасному Малі бамбара — один з провідник етносів.

## Господарство і традиційна соціальна організація бамбара
Основне заняття бамбара — ручне землеробство (просо, рис, кукурудза — чоловічі культури; городництво — жіноча справа; товарні культури — бавовник, арахіс); розведення кіз та овець, птахівництво (кури). На полі працювали як чоловіки, так і жінки. Також чоловіки бамбара займалися мисливством на кабанів, антилоп, оленів, ловили куріпок. Підсобне значення мало збирання меду диких бджіл.

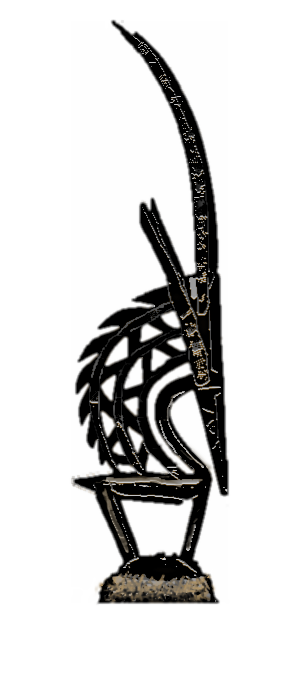
наголовник чиварра

У бамбара достатньо високо розвинуті ремесла. Причому серед ремісників є суворий ієрархічний і статевий розподіл. Так, у землеробів прядіння — жіноча справа, а ткацтво — чоловіча; у чоловіків-ковалів жінки зазвичай займалися гончарством. Відомою є майстерність бамбара ювелірів і різьбярів на дереві.
Традиційна кастова ієрархія складалася з землеробів-воїнів (могли займатися ткацтвом), ковалів та найнижчої касти бродячих казкарів-гріотів. Велика родина ду — основа сільської громади дугу, яка управляється радою старійшин і очолюється найстаршим чоловіком родини-засновниці селища дугу-тігі — головою як духовного (вважався медіатором між світом живих і мертвих, відповідав за спілкування з предками), так і мирського (чинив правосуддя і вирішував поточні справи) життя селища. Задля зміцнення родинних зв'язків всередині та між селами часто влаштовувалися весілля між представниками сусідніх поселень.
У бамбара існували залишки вікових класів у формі вікових груп. Поширення набули таємні спілки, зокрема ковалів.

## Матеріальна культура
Традиційне житло бамбара, як і у решти народів регіону, — кругла глинобитна хатина з конічною верхівкою, у північних бамбара, зокрема мавританських, поширені будинки магрибського типу — прямокутні глинобитні з пласким дахом. Одна велика родина обіймала в селищі цілий квартал (житлові приміщення разом з господарськими)
Традиційний одяг — полотняні укорочені штани і безрукавка. Відмітна деталь чоловічого костюма — ромбоподібна шапочка (бамада́) на голові. Зараз поширення, особливо у містах, набув європейський костюм.
За їжу бамбара правили різноманітні каші, приправлені м'ясом, рибою, овочами. Серед напоїв популярні пиво та пальмове вино.

## Духовна культура і фольклор
У бамбара зберігаються культ предків, космогонічні міфи, магія, обряди з масками, елементи політеїстичного пантеону на чолі з божеством води Фаро.
Розвинутий фольклор — казки, легенди, прислів'я та приказки.

## Цікаві факти
- Малійська столиця — місто Бамако виникло у XV столітті в долині річки Нігер на місці однойменного поселення бамбара, і ця назва в перекладі з бамананкану (мови бамбара) означає «ріка кайманів».

- Посередині кожного селища бамбара, як і в деяких інших народів Західної Африки, розростався великий баобаб, місце біля якого служило центральною площею села для проведення сільських зборів, обговорень, правочинства тощо.

- Бамбара вірили, що духи предків можуть бути деінде — у тілі тварини, у предметах тощо.